# Внешний сектор экономики
Внешний сектор экономики — совокупность экономических отношений, обеспечивающих взаимосвязь и взаимодействие национальных экономик и мирового хозяйства. В более узком смысле это совокупность отношений между национальными хозяйствующими субъектами и аналогичными субъектами в других странах.
Основными структурными элементами внешнего сектора являются:
- внешняя торговля
- движение капитала
- миграция трудовых ресурсов
- обмен технологией